# 憂木瞳
憂木 瞳（ゆうき ひとみ、1973年8月31日 - ）は、日本のAV女優。1990年代前半を代表するAV女優の1人で、芸名にいくつかの変名歴がある。憂木瞳名義でのデビュー時は、1973年10月30日生まれ、T162/B83/W58/H88、A型。中山アンナ名義では、1973年4月14日生まれ、T162/B83/W56/H85、O型。MOODYZ時代は1973年8月30日生まれ、T160/B88/W58/H86、AB型。
以上のような複数のプロフィールがある。

## 略歴
父方の祖母がドイツ人である。
東京都出身。学生時代はサッカー部のマネージャーをしており、サッカー部レギュラー11人中7人と関係があったという。
美容専門学校に通っていた時に新宿でスカウトされ、1992年12月、「憂木瞳」名義の『危ない寄り道帰り道』（VIP）でデビュー。
翌1993年1月には「中山アンナ」名義の『おねだり女子校生 うしろから課外授業』（ミス・クリスティーヌ）が発売され、1993年前半までは「憂木瞳」と「中山アンナ」の両名義で活動した。
デビュー時は芸名に通じる工藤夕貴似であることが指摘されることも多く、「工藤あずさ」名義でのグラビア出演もあった。
あどけないベビーフェイス
に加え、色白でスタイルの良いボディ、ハードな本番路線のカラミにより、AVメーカーとの専属契約がなかったにもかかわらず人気が上昇、トップAVアイドルの一人に数えられるようになった。
1993年半ばより出演した『ギルガメッシュないと』（テレビ東京）では、『夜食バンザイ』というコーナーで披露した「裸エプロン」姿が大きな反響を呼び、細川ふみえ、飯島愛に続く番組の看板アイドルになった。
『ギルガメッシュないと』の番組企画の一環として、1993年12月にはイジリー岡田とデュエットしたシングル、『マンゴ・ナタデ・ココ』（ポニーキャニオン）をリリース。また1994年3月にはやはり同番組の関連イベントでストリップ劇場・浅草ロック座に特別出演し、定員300人のところに1000人の客が押し寄せるという人気ぶりを見せた。
しかし同年4月、番組の収録中に急病で病院にかつぎ込まれたのに続き、6月には収録現場に現れないというトラブルが発生し、同月6月17日に事務所側が急遽引退を発表した。
引退について、当時は病気による体力的な問題と、交際相手の反対が理由と報じられたが、後年のインタビューでは、テレビ出演によるプレッシャーを抱えていたことと、諸般の事情で結婚の必要が生じていたことを理由に挙げている。交際相手とは結婚したものの、2年後に離婚。その間、1995年5月には『ギルガメッシュないと』に復活。同年6月には浅草ロック座でストリップに再デビューし、2000年代以降も一時的な休業期間をはさみつつ、舞台活動を続けている。
2002年2月には「憂木ひとみ」と芸名を改め、『新生』（セクシア）でAVに復帰。同年10月には『憂木ひとみの個人教授 ボクの素敵なえりかちゃん』（ソフト・オン・デマンド）でインディーズデビューした。
AVでの活動は1年ほどでいったん終了したが、その後2004年9月には芸名を「憂木瞳」に戻し、『僕らのアイドル憂木瞳がパイパンアナルで復活』（ワンズファクトリー）で再々デビュー。ややスローペースながら新作のリリースが続いている。
2012年、芸名を「石黒樹里」に変えて復帰した。

## 作品

### アダルトビデオ（撮りおろし作品）
特筆していないものは憂木瞳名義
1992年
- 危ない寄り道帰り道（1992年12月25日、VIP）
- 看護婦「真夜中の注射」（1992年12月、マドンナメイト）共演 森下茜、本田聖奈

1993年
- おねだり女子校生 うしろから課外授業（1993年1月11日、ミス・クリスティーヌ）中山アンナ 名義
- 気もちEことしてあげる! 快感ナイスボディ（1993年1月30日、ステラ）
- SUPER ADULT VIDEO（1993年2月5日、VIP） 共演 坂上みさと 他
- 感じる放課後 ブルマの下に投げキッス!（1993年2月15日、ミス・クリスティーヌ）中山アンナ 名義
- 超ボディバイブレーション（1993年2月19日、VIP）
- ワイセツ七変化 お好きな服でイカせます!（1993年3月10日、ミス・クリスティーヌ）中山アンナ 名義
- 放課後は別の顔（1993年3月30日、アドニス）
- 好色ウェイトレス Mサービスはねっとりと!（1993年4月28日、ミス・クリスティーヌ）中山アンナ 名義
- 学園のアイドル（1993年4月30日、アドニス）
- 制服の告白シリーズ 女校生「オモチャ初体験」（1993年4月、マドンナメイト）共演 斉藤美和子、藤木美菜
- OL味くらべ 真夜中はメスの顔（1993年5月15日、エイトマン）中山アンナ・憂木瞳の両名義で発売、共演 伊藤真紀
- 出血大制服 17（1993年5月28日、VIP）
- Tバックだらけの水泳大会 2（1993年7月24日、SODOM）共演 田村香織、白都彩香 他
- ブルマー夏の火遊び 瞳の緊縛志願（1993年7月、オークランド）
- 絶頂服従 濡れたい時にあなたはいない（1993年8月14日、エイトマン）中山アンナ 名義、共演 田村香織
- 牡殺し アブノーマル・ボディ（1993年9月30日、SAMM）
- お口にいっぱい 3（1993年10月1日、笠倉出版社）
- 憂木瞳としてみませんか?（1993年10月13日、Vogue）
- いちじくが熟れる頃 悶絶の彼方へ（1993年10月30日、エイトマン）共演 杉浦友美
- AVアイドル伝説（1993年11月12日、VIP）
- 変態ざんまい はみだし女子校生（1993年11月25日、SAMM）
- ザ・レイプ 濡れた下着（1993年11月、オー・ケイ出版社）
- ずっとあなたが好きだったこと誰にも言えない（1993年12月18日、LINK）
- ザ・カゲキ 淫らな入れもの（1993年12月23日、SAMM）[14]
- ウブウブTYPHOON娘・瞳（1993年、Five Stars）

1994年
- マンゴ・ナタ・デ・ココ（1月17日、VIP）
- 女体解剖 憂木瞳を暴く 濡れすぎたアイドル（1月31日、アテナ）
- 憂木瞳のうらの裏 変態狂い（2月10日、SAMM）
- めしべの頬ずり（2月12日、RAINBOW（笠倉出版社））
- ギル亀ッシュ・ハニー（2月24日、アドニス）
- 口全ワイセツ 17 完全燃焼（3月17日、SAMM）
- 禁色（タブー）（4月15日、VIP）
- 未体験ゾーン 憂木瞳の挑戦（4月30日、アテナ）
- 引き裂かれた瞳（5月20日、セシル）
- 平成桃尻娘 白衣はとっても脱ぎやすい（5月21日、エイトマン）共演 青木詩央里、杉浦友美
- 憂木瞳逆レイプ 彼女が男を犯すとき（6月9日、メシア）
- 若奥様はAVアイドル（6月30日、アテナ）
- 淫獣教室（7月30日、エイトマン）共演 浅倉舞、沙羅樹、杉浦友美
- 変なSEXいっぱいしちゃった あぶない憂木瞳（7月31日、アテナ）
- ファイナル（9月8日、OZ）
- シースルーセーラー 邪界淫獣サド公爵（9月29日、HERMES）
- good-by MOSAIQUE さらば、モザイク!（11月、24K（サイテック））
- Wai Wai くらぶ スペシャル 第4号（発売年月日不明、リイド社）

2002年
- 新生 生まれ変わった私を見て…感じて…そして狂わせて…（2月23日、セクシア）憂木ひとみ 名義
- SMっぽいの好きですか? 貴方のオモチャになりたい…（3月24日、セクシア）憂木ひとみ 名義
- 女教師の秘蜜 禁断の愛のカタチ（4月24日、セクシア）憂木ひとみ 名義
- AV Idols 2-IN-1 (8707) 憂木瞳、彩藤麗美、澤田惠（5月19日、AVアイドルクラブ) ※モザイク作品
- 猥褻クライマックス 10発抜いてもまだ欲しい!!（5月20日、セクシア）憂木ひとみ 名義
- 憂木ひとみの個人教授 ボクの素敵なお姉さん（10月5日、SODクリエイト）憂木ひとみ 名義
- コスプレ熟女ブッカケ 4（11月4日、SODクリエイト）憂木ひとみ 名義
- 僕だけの女教師ペット 第7章 教育実習生来校編（12月6日、SENZ（SODクリエイト））憂木ひとみ 名義

2003年
- 憂木瞳の超高級ソープ嬢（2月20日、SODクリエイト）憂木ひとみ 名義
- URA-Yuki Hitomi（裏 憂木瞳）（5月20日、パンドラの箱) 激薄・薄消し

2004年
- 僕らのアイドル憂木瞳がパイパンアナルで復活（9月1日、ワンズファクトリー）
- 眼鏡ブルマ（10月1日、e-コス（ワンズファクトリー））他出演 秋月杏菜（紅音ほたる）、椿ちせ、鈴木梨奈、松島やや、みずなあんり、青木真紀、瀬戸準
- パジャマっ娘（11月1日、e-コス（ワンズファクトリー））他出演 星川ヒカル、月丘うさぎ、長谷川ちひろ、秋月杏菜（紅音ほたる）、友田真希
- 不貞妻玩弄（11月12日、コレクト）
- デジタルモザイク Vol.059（12月15日、KILLER（MOODYZ））

2005年
- 憂木瞳のとにかくアナルが気持ちいい!!（1月1日、Bachika（ワンズファクトリー））
- 黒人レイプ x レズ凌辱 記憶の封淫 女流作家・礼子（1月8日、死夜悪（アタッカーズ））共演 白鳥るり
- 美熟女ソープ壺姫御殿 お年玉ペロペロスペシャル（1月15日、マドンナ）共演 加山なつこ、つかもと友希
- 眼鏡ボクサー（2月1日、e-コス（ワンズファクトリー））他出演 上野えり、中原このみ、伊吹理沙、紅音蛍（紅音ほたる）、松岡理穂、安原真美
- 究極監禁MAX 2（5月13日、淫魔（アタッカーズ））
- 寸止め 10 生ごろしはヤメて!（7月16日、HERMES）他出演 瀬名涼子、梶原まゆ、甘衣ここあ、松坂樹梨、青山遥

2006年
- ハイレグマダムズ 男漁りの過激なバカンス（8月19日、クロス
共演 真田ゆかり、篠宮慶子、白川なつみ、水希遥、 長瀬愛、堤さやか、小泉ゆり、朝河蘭、憂木瞳、矢崎茜、桃井望
- 美熟女フィーリングカップル（10月24日、インジャン（VIP））共演 篠宮慶子、白川なつみ、真田ゆかり

### アダルトビデオ（主な編集作品）
憂木瞳 名義
- AV女優 憂木瞳（1998年12月21日、ビデオバンク）DVD、 『ザ・カゲキ』収録
- Crystal Platina Collection 憂木瞳（2000年7月28日、MMC企画）DVD、『引き裂かれた瞳』『憂木瞳逆レイプ』『シースルーセーラー』収録
- レイプ 女神の悲劇（2001年5月18日、Allure）DVD、『禁色』収録
- 憂木瞳 伝説FUCK（2001年6月29日、Allure）DVD、『あぶない寄り道帰り道』『気持ちEことしてあげる』収録
- 憂木瞳大全集（2001年10月21日、ビデオバンク）DVD、『牡殺し』、『変態ざんまい』収録
- 平成桃尻娘 STORY of LOVE 4（2001年11月10日、ビデオバンク）DVD、『平成桃尻娘』収録
- チャンネルH（2002年8月21日、ビデオバンク）DVD（オムニバス）、『憂木瞳のうらの裏』収録
- ラブ★シネ（2002年11月10日、ビデオバンク）DVD（オムニバス）、『花の女子寮ピチピチ物語』『いちじくが熟れる頃』収録
- 口全ワイセツの逆襲 2（2002年11月21日、ビデオバンク）DVD（オムニバス）、『口全ワイセツ17』収録
- BEST4時間 憂木瞳（2003年5月23日、アトラス）DVD、『超ボディバイブレーション』『出血大制服 17』『ずっとあなたが好きだったこと誰にも言えない』『ファイナル』収録
- 傑作時代!（2003年頃、RESTA）DVD（オムニバス）、『ブルマー夏の火遊び』収録
- Legend 憂木瞳（2005年1月28日、M-KING）DVD、『気もちEことしてあげる』収録
- 憂木瞳です。 THE BEST REMIX（2005年4月1日、ワンズファクトリー）DVD、ワンズファクトリー素材編集版
- 濃縮リバイバー VOL.4 憂木瞳・斉藤唯（2005年8月19日、グラントレコーズ）DVD（オムニバス）、詳細不詳
- vintage 憂木瞳（2006年2月28日、AGA）DVD、詳細不詳
- The Best of No.1 憂木瞳Deluxe（2006年3月10日、ファイブスター）DVD、ファイブスター・笠倉出版社素材編集版

### オリジナルビデオ
憂木瞳 名義
- 傷だらけの蝙蝠（1993年11月1日、配給 バップ）

### シングル
憂木瞳&イジリー岡田 名義
- マンゴ・ナタ・デ・ココ c/w ジュリアナポール、夜食バンザイ（1993年12月17日、ポニーキャニオン）

## 出演

### 映画
憂木瞳 名義
- ぷるぷる 天使的休日（1993年12月29日、配給 東映アストロ）
- 乱行教室 私の顔にかけて!（1995年2月24日、配給 エクセスフィルム）『淫獣教室』劇場版

### バラエティ
憂木瞳 名義
- ギルガメッシュないと（1993年 - 1994年、テレビ東京）

### ゲーム
憂木瞳 名義
- THE・野球拳 パート19（NEWジャトレ） 共演：中上絵奈、松下英美、豊田みづほ ※アーケードゲーム
- THE野球拳 バニーガール編（NEWジャトレ） 共演：中上絵奈、松下英美、豊田みづほ

パート19のパソコン版ソフト
- セクシーアイドルまーじゃん ファッション物語（1994年9月16日、日本物産、PCエンジンスーパーCDソフト）
- セクシーアイドル麻雀 野球拳の詩（1995年1月31日、日本物産、PCエンジンスーパーCDソフト）
- お嬢様を狙え！！（1998年7月23日、クリスタルビジョン、セガサターン）西塔院美津姫（声） 役[15]

## 書籍

### 写真集
憂木瞳 名義
- 花びらの色づく頃（1993年6月10日発行、心交社）撮影 秋元薫、ISBN 4883021351
- フレッシュ・エンジェル（1993年7月20日発行、桜桃書房）撮影 杉本健一、ISBN 4871837823
- Mogitate!（「もぎたて」）（1993年10月20日発行、桜桃書房）撮影 井上一真、ISBN 4871837971
- Risky Lips（1994年1月17日発行、海王社）撮影 斉木弘吉、ISBN 4877240071
- ZACRO（1994年10月5日発行、笠倉出版社）撮影 横川こうじ、ISBN 4773001941
- ピーチエンジェル（1995年8月15日、黒田出版興文社）撮影 高木信行、ISBN 4876734062

憂木ひとみ 名義
- NEW BORN.（2002年4月10日、ぶんか社）撮影 西尾和久、ISBN 482112419X

### 雑誌
- オレンジ通信 1993年10月号（表紙）、1994年02月号（表紙）